# Chrołowice
Chrołowice – wieś w Polsce położona w województwie podlaskim, w powiecie siemiatyckim, w gminie Drohiczyn. Leży na prawym brzegu Bugu. 
W czasach II Rzeczypospolitej wieś należała (do 1934) do gminy Narojki.
W latach 1975–1998 miejscowość administracyjnie należała do województwa białostockiego.
Według Powszechnego Spisu Ludności z 1921 roku wieś zamieszkiwały 162 osoby, wśród których 137 było wyznania rzymskokatolickiego, 12 prawosławnego, a 13 mojżeszowego. Jednocześnie 143 mieszkańców zadeklarowało polską przynależność narodową, 13 żydowską, a 1 inną. Było tu 24 budynki mieszkalne.
Wierni Kościoła rzymskokatolickiego należą do parafii Trójcy Przenajświętszej w Drohiczynie.